# Tomasz Pągowski
Tomasz Pągowski (ur. 21 sierpnia 1975 w Zduńskiej Woli) – polski projektant, muzyk sceny klubowej i dyrektor kreatywny agencji Im at Home.
Ukończył 5 letnie studia na wydziale Drewna Zabytkowego na SGGW w Warszawie.

## Telewizja
W telewizji zadebiutował w 2008 roku jako prowadzący programu „Samowkręt” na antenie Domo+. W 2013 został jurorem „Bitwy o dom” i prowadził własny cykl w „Dzień dobry TVN”. Od 2015 roku prowadzi na kanale Domo+ „Remont w 48h” (jak dotąd zrealizowane 12 sezonów), od 2018 - 2019 roku "Tomasz Pągowski: Projekt LOKALny" (jak dotąd 2 sezony), a od 2021 "Tomasz Pągowski: Remont u Ciebie" (jak dotąd 6 sezonów)

## Praca i Twórczość
W młodości zajmował się głównie muzyką, tworząc jako zespół "I" muzykę alternatywną inspirowaną m.in. twórczością Jane's Addiction. W 1998 roku dołączył do grupy Sonic Trip jako wokalista MC I. W 2008 roku wraz ze swoją życiową partnerką Moniką Czajkowską stworzył duet multimedialny IM2 pod pseudonimami mr.i & moony, który w 2013 roku zawiesił swoją działalność w związku z rozpoczęciem kolejnych projektów telewizyjnych.
Od 2009 roku pracuje jako dyrektor kreatywny w agencji Im at Home.

## Życie prywatne
Ma trzech synów: Oskara z wcześniejszego związku oraz Nataniela i Vincenta z małżeństwa z Sylwią Juszczak (2001-2008). Od 2008 roku jest w związku z Moniką Pągowską, z którą ożenił się w 2021 r..